# Tetrabaculum
Tetrabaculum is een geslacht van vier soorten orchideeën uit de onderfamilie Epidendroideae. Het geslacht is door Clements en Jones afgesplitst van het geslacht Dendrobium.
Het zijn kleine epifytische orchideeën die enkel voorkomen op vochtige plaatsen, zoals in de buurt van stromend water, in de regenwouden van Queensland en New South Wales (noordelijk Australië).
De planten hebben afhangende, gelede, vierkantige, in het midden opgeblazen stengels die twee tot drie dunne, donkergroene, langwerpige tot ovale bladeren en een korte, eindstandige tros met een tot vijf grote,  welriekende bloemen dragen.

## Naamgeving enetymologie
- Synoniem: Dendrobium Sw. (1799) sect. Dendrocoryne.

De botanische naam Tetrabaculum is afgeleid van het Oudgriekse 'tetra' (vier) en het Latijnse 'baculum' (staf) en heeft waarschijnlijk betrekking op de vierkantige stengels.

## Taxonomie
Tetrabaculum is  in 2002 van het Dendrobium afgesplitst door Clements en Jones.
Het geslacht telt volgens de meest recent geaccepteerde taxonomie vier soorten, waarvan er drie eerder ondersoorten waren van Tetrabaculum tetragonum, dat tevens de typesoort is.

### Soortenlijst
- Tetrabaculum cacatua (M.A.Clem. & D.L.Jones) M.A.Clem. & D.L.Jones (2002)
- Tetrabaculum capitisyork (M.A.Clem. & D.L.Jones) M.A.Clem. & D.L.Jones (2002)
- Tetrabaculum melaleucaphilum (M.A.Clem. & D.L.Jones) M.A.Clem. & D.L.Jones (2002)
- Tetrabaculum tetragonum (A.Cunn. ex Lindl.) M.A.Clem. & D.L.Jones (2002)